# 粉筆

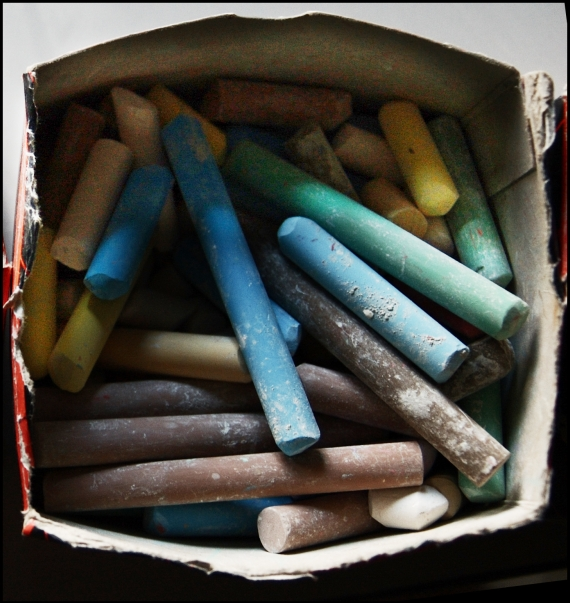
用白堊做的粉筆

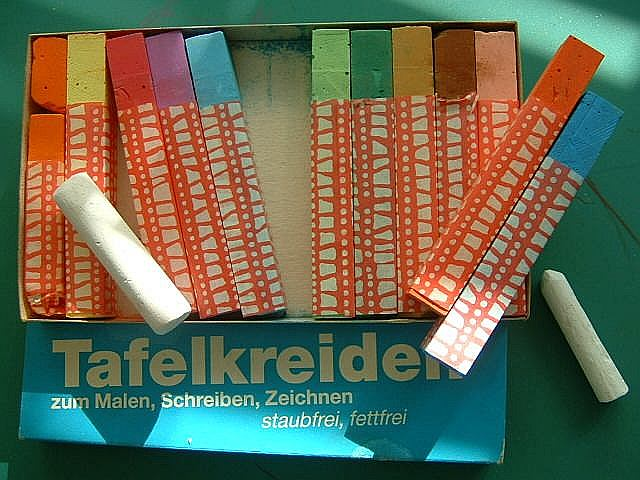
彩色粉筆

粉筆是日常生活中廣為使用的文具，一般用於書寫在黑板上。粉筆一般呈長型圓柱體，顏色包括白色和多種彩色。

## 簡介
粉筆最早的記錄是在中世紀時，人們開始發現用石灰加水，可以做成塊狀的物體，可以用類似木炭筆的方法，去記錄在深色或者是堅硬的表面。當時粉筆的生產成本遠比紙張為低，而且沒有碳筆刻在木板岩石上，字跡模糊的問題。
使用粉筆時，由於磨擦筆尖引致筆上的顆粒受力脫落，它們多數會吸附在用以書寫的表面。使用粉刷可以把大部分顆粒從表面消除，同時粉刷會吸收散落的顆粒。在兩個情況下都有少量顆粒在脫落後飛出書寫表面。因此使用粉筆後通常引致大量粉末散落地面。使用水可以有效地消除絕大部分的粉筆顆粒。因此露天的粉筆字跡很容易被雨水清除。
粉筆可以在大部分乾燥粗糙的環境書寫，因為它沒有依靠化學作用。除了黑板，地面和牆壁也屬於流行的書寫表面，不少藝術家亦以粉筆創造街頭藝術。在台灣，警察取締違規停車、拖吊違停車輛後，也會用粉筆在地面上書寫車牌號碼、車輛保管場名稱及連絡電話，以便於車主前往繳納罰款取回車輛。

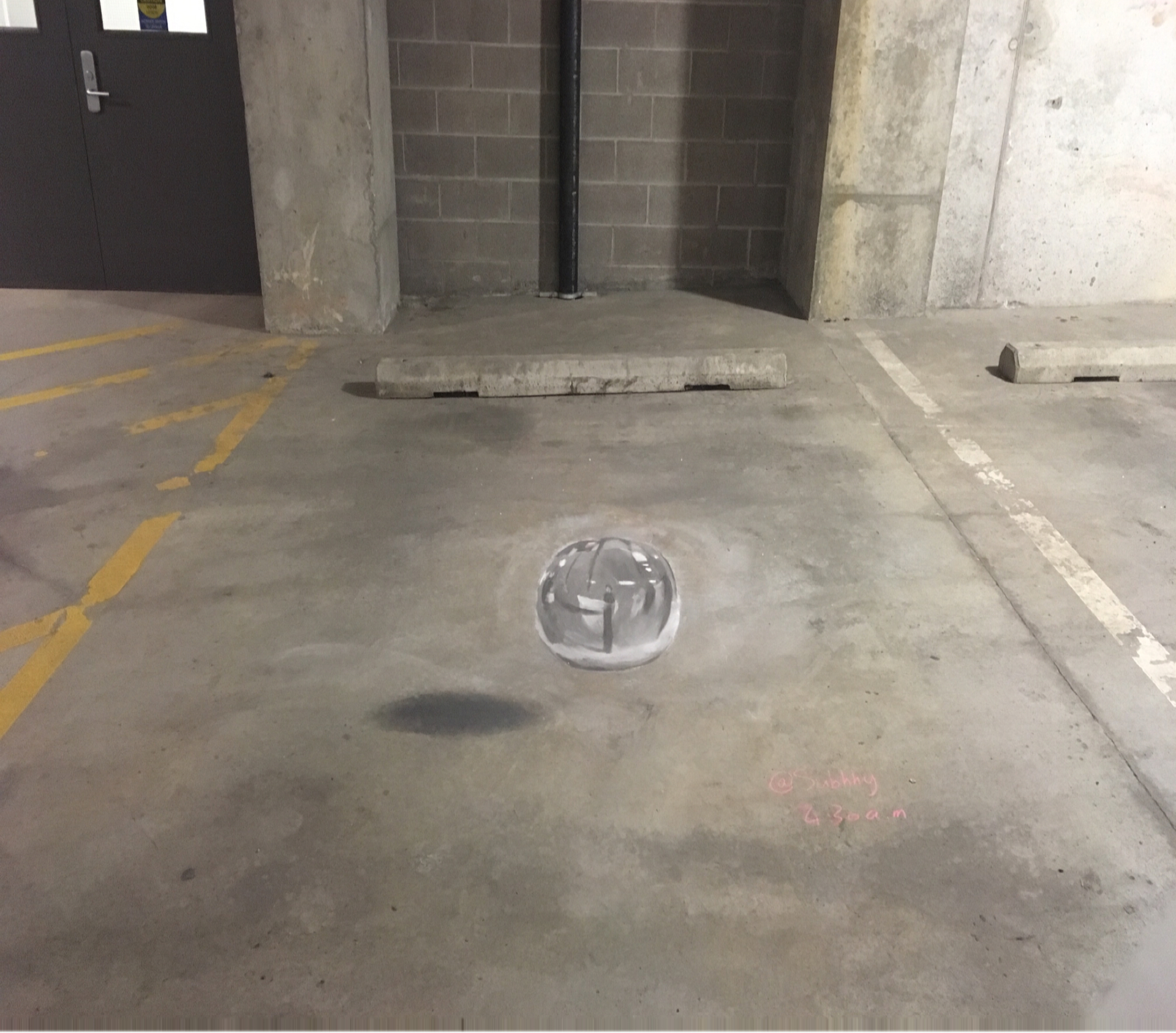
在地面上用粉笔绘制的一个反光球

## 材料
古代的粉筆通常用天然的白堊製成，但現今多用其他的物質取代。
一般常見傳統粉筆的成分是硫酸鈣（CaSO4）的一種白色沉澱物，不容易被分解，顆粒比粉塵大，吸進氣管會造成鼻、咽、喉等處不適，可能引致肺癌，質地輕，粉塵也多，清潔不易。
有鑒於硫酸鈣粉筆之缺點，現今環保粉筆多採用碳酸鈣（CaCO3）取代傳統的硫酸鈣為原料，碳酸鈣是無毒物質，粉塵較少，可被人體正常代謝（常見之鈣片或沖泡食品內容物有添加碳酸鈣）。
彩色粉筆為以上原料加上色料混合而成；部分廠商粉筆添加滑石粉或钛白粉。